# Neoplàsia mieloproliferativa
El terme síndrome mieloproliferativa es referit a les neoplàsies mieloproliferatives (NMP), que són un grup de càncers hematològics rars en què es produeixen excés de glòbuls vermells, leucòcits o plaquetes a la medul·la òssia. Mielo es refereix a la medul·la òssia, proliferativa descriu el ràpid creixement de les cèl·lules sanguínies i la neoplàsia descriu aquest creixement com a anormal i incontrolat.
La sobreproducció de cèl·lules sanguínies s'associa sovint amb una mutació somàtica, per exemple en els marcadors del gen JAK2, CALR, TET2 i MPL.
En casos rars, algunes NMP com la mielofibrosi primària poden accelerar-se i convertir-se en leucèmia mieloide aguda.
A Catalunya, té una taxa de supervivència a cinc anys per a homes al voltant del 83% i per a dones al voltant del 84%.

## Classificació
La majoria d'institucions i organitzacions classifiquen els NMP com a càncers hematològics. En les NMP, la neoplàsia (creixement anormal) comença a ser benigna i posteriorment pot arribar a ser maligna.
A partir de 2016, l'Organització Mundial de la Salut llista les següents subcategories de NMP:
- Leucèmia mieloide crònica (LMC)
- Leucèmia neutròfila crònica (LNC)
- Policitèmia vera (PV)
- Mielofibrosi primària (MFP)
- Trombocitèmia essencial (TE)
- Leucèmia eosinofílica crònica
- NMP, inclassificable